# Ларгашени (Вранча)
Ларгашени (рум. Lărgășeni) насеље је у Румунији у округу Вранча у општини Корбица. Oпштина се налази на надморској висини од 120 m.

## Становништво
Према подацима из 2002. године у насељу је живело 177 становника, од којих су сви румунске националности.